# Национална кошаркашка лига
Национална кошаркашка лига (енгл. National Basketball League), познатија по свом акрониму НБЛ (од енгл. NBL), је била мушка професионална кошаркашка лига у Сједињеним Америчким Државама основана 1937. године. Након своје дванаесте сезоне, 1948/49, она се удружила са Кошаркашком асоцијацијом Америке како би заједно креирали Националну кошаркашку асоцијацију (енгл. National Basketball Association), много познатију под акронимом НБА (од енгл. NBA).

## Историја
Претеча ове лиге била је Средњезапдна кошаркашка конференција (енгл. Midwest Basketball Conference), то јест МБЦ (енгл. MBC), која је променила своје име 1937. године како би привукла већу публику. Ову лигу су креирале три корпорације: Џенерал електрик, Фајерстоун и Гудјир.
На почетку се очекивало од самих клубова да направе распоред међусобних мечева којих би морало бити барем десет и од којих би барем четири морала бити гостујућа. Сами сусрети би се састојали од четири десетоминутне четвртине или три петнаестоминутне трећине, што би био избор домаћина. Неки од ових клубова су били потпуно независни, док су други били под власништвом компанија које су се такође бринуле за тренирање, плаћање и тражење нових играча.
1946. године, Америчка кошаркашка асоцијација је основана и у следеће три године је стварала све већу конкуренцију Националној кошаркашкој лиги. Томе сведоче већи градови и стадиони у којима је БАА организовала своје кошаркашке мечеве.
3. августа 1949. представници обе лиге су се састали у Емпајер стејт билдингу где су донели договор о спајању својих лига. Морис Подолов је био први вођа ове нове лиге. Национална кошаркашка асоцијација (енгл. NBA) се састојала од седамнаест клубова који су представљали како мале, тако и велике градове у САД. Ипак, НБА тврди да је договор ове две лиге више представљао експанзију БАА него што је представљао спајање две лиге. На пример, ово се може уочити на веб-сајту НБА на самој листи завршних резултата свих сезона, где је најранија споменута сезона из 1946/47, што је уједно прва сезона у БАА лиги. Такође, НБА је славио педесет година постојања 1996. године.
НБА уопште не признаје НБЛ рекорде и статистике, осим у појединим условима: сви рекорди и статистике играча, тренера или клубова ће бити уважени у НБА само под условом да исти учествују барем у једној сезони новонастале лиге.
Историја НБЛ се може поделити на три периода, сваки од којих је утицао на раст и развој професионалне кошарке, као и на настанак НБА. Први период се највише заснива на Ошкош ол-старсима, као и њиховом центру, Лирој "Каубој" Едвардсу. Током средњег периода се јавио изненадни раст Форт Вејн Золинер пистонса који су били кључни за опстанак НБА након формирања. Последњи период постојања НБЛ је заснован на Џорџу Мајкану, као и појављивању сличних играча.

### Почетне године
Ошкош ол-старси су се појавили 5 година за редом (1938–42). У том периоду су освојили две титуле, за шта се сматрало да је највише допринео њихов центар Лирој "Каубој" Едвардс. Након што је провео две године у Кентаки вајлдкетсима, он их је напустио како би започео своју професионалну кошаркашку каријеру, што нико до тада није урадио. Био је водећи у НБЛ по броју поена три узастопне сезоне, све од 1937. па до 1940. године. Истовремено, оборио је неколицину постојећих рекорда у НБЛ, док се такође сматра да је он увео "правило од 3 секунде" које се и даље користи у професионалној кошарци. Едвардс је играо у свих дванаест НБЛ сезона са Ошкош ол-старсима, а пензионисао се нешто пре спајања НБЛ и БАА, то јест, стварања НБА.

### Средње године
Форт Вејн Золинер пистонси су свој надимак добили по свом власнику, Фреду Золинеру, чија компанија је производила клипове за моторе. Пистонси су 1942. и 1943. године били други, док су 1944. и 1945. били први у лиги. Као велики број других тимова из тог периода, они су неретко своје утакмице држали у балским халама или салама средњих школа.
Под Золинером, пистонси ће касније играти важну улогу у расту и развоју НБА; Золинерови финансијски доприноси су великим делом допринели формирању НБА лиге, као и њеном даљем опстанку.
Велика конкуренција пистонсима, а истовремено и Ошкош ол-старсима су били Шебојган редскинси. Почев од 1941. године, сезоне када је Форт Вејн ушао у НБЛ, Шебојган редскинси су били врло велики противник пистонсима. Редскинси су изгубили од Ошкоша у финалу 1941. године, али су поразили Форт Вејн 1943. године. Након тога, Золинер пистонси 1944. и 1945. године освајају титулу, док 1946. године бивају поражени од најмлађег члана те лиге: Рочестер ројалса, који су у свом саставу имали играче који ће касније ући у кошаркашку Кућу славних, као што су Ал Церви, Боб Дејвис и Ред Холцман.

### Касније године
Трећи периода НБЛ је доминиран од стране Џорџа Мајкана који је долазион из ДеПол универзитета из Чикага. У првој години професионалне каријере, он је играо у Чикаго американ гирсима, који су 1947. године освојили НБЛ титулу, али пре почетка идуће сезоне, власник Морис Вајт је овај тим извукао из НБЛ, након чега је направио своју лигу сачињену од 24 тима: Професионална кошаркашка лига Америке (енгл. Professional Basketball League of America), познатија под акронимом ПБЛА (енгл. PBLA). Овај подухват се врло брзо показао као неуспешан, те се Мајкан враћа у НБЛ, овај пут у саставу Минеаполис лејкерса, са којима 1948. осваја шампионат.
Након 1947/48. сезоне, Мајканови лејкери су напустили лигу како би се прикључили Америчкој кошаркашкој асоцијацији, БАА, уз још три друга НБЛ клуба: Рочестер, Форт Вејн и Индијанаполис.
Након трогодишње битке против БАА за већим бројем играча и фанова, 1949. године ове две лиге се удружују и формирају НБА: Националну кошаркашку асоцијацију.

## Наслеђе
НБЛ, осим свог великог утицаја на стварање НБА, је имала врло значајан утицај у другим деловима спорта, најбитнији од којих је то што су у својој 1942/43. сезони довели неколицину афроамериканаца у клубове. Наиме, како су у том периоду поједини играчи били чланови оружаних снага, два НБЛ клуба, Џим Вајт шевролетси и Чикаго стјудбејкерси, су мањак играча решили додавањем афроамериканаца у своје тимове, читавих пет година пре него што би Бруклин доџерси пробили исту баријеру у бејзболу. Ипак, оба тима су сезону завршила са лошим резултатом. Толедо је такође у свој клуб довео Била Џоунса, али клуб се након четири узастопна пораза угасио због финансијских проблема. Чикаго је довео више чланова Харлем глоубтротерса, који су иначе били радници у Стјудбејкер фабрици, али су се такође угасили након свог резултата од 8 победа и 15 пораза.
Пет тренутних НБА тимова налази своје корене у НБЛ. Три тима су се придружила БАА 1948. године: Минеаполис лејкерси (сада познати као Лос Анђелес лејкерси), Рочестер ројалси (сада познати као Сакраменто кингси) и Форт Вејн Золинер пистонси (сада познати као Детроит пистонси). Такође, још два клуба су прешла у НБА након спајања БАА и НБЛ лига: Буфало бајзонси/Три-Цитиз блекхокси (сада познати као Атланта хокси) и Сиракјуз нешнлалси (сада познати као Филаделфија севентисиксерси).
Пет бивших НБА тимова такође има корене у НБЛ: Андерсон пекерси, Денвер нагетси, Индијанаполис Џетси, Шебојган редскинси и Ватерлу хокси. Џетси су учествовали само у БАА 1948/49. сезони, док су остали клубови учествовали само у 1949/50. сезони. Андерсон, Шебојган и Ватерлу су се придружили Националној професионалној кошаркашкој лиги (НПБЛ) 1950. године.
НБЛ је креирао клуб Индијанаполис олимпијанс који су требали да учествују у 1949/50. сезони, али након стварања НБА, они су се прикључили новонасталој асоцијацији без икаквих одиграних утакмица у прошлости.
Још један од клубова који и даље постоје је Акрон Гудјир вингфутс, првобитни НБЛ шампион 1938. године. Вингфутси су прекинули са било каквим радом 1942. године, па све до 1946. године због Другог светског рата, тако да нису били урачунати при стварању НБА. Након тога, они су се придружили Националној индустријској кошаркашкој лиги (енгл. National Industrial Basketball League), која се 1961. претвара у Национално удружење кошаркашких лига (енгл. National Alliance of Basketball Leagues), познатију под акронимом НАБЛ (енгл. NABL), док су вингфусти и даље ААУ Елитни тим у истом.

## Тимови
Напомена: * означава клуб који тренутно игра у НБА
- Акрон Фајерстоун нон-скидси (1937–41)
- Акро Гудјир вингфутси (1937–42)
- Андерсон Дафи пекерси, касније Андерсон Пекерси (1946–49)
- Вуфало бајзонси (1937–38)
- Вуфало бајзонси, касније Три-Ситиз блекхокси(1946–49)*
- Чикаго американ гирси (1944–47)
- Чикаго бруинси (1939–42)
- Чикаго Стјудбејкер флајерси (1942–43)
- Синсинати комелоси (1937–38)
- Кливленд Чејс брасмени (1943–44)
- Кливленд Олмен трансферси (1944–46)
- Колумбус атлетик суплајси (1937–38)
- Дејтон метрополитанси (1937–38)
- Денвер нагетси (1948–49)
- Детроит иглси (1939–41)
- Детроит џемси (1946–47)*
- Детроит Вагабонд кингси/Дејтон ренси (1948–49)
- Флинт Доу еј-сиз (1947–48)
- Форт Вејн Џенерал електрикси (1937–38)
- Форт Вејн Золинер пистонси (1941–48)*
- Хемонд Цезар ол-американси (1938–41)
- Хамонд Калумет буканирси (1948–49)
- Индијанаполис каутскис (1937–48)
- Канкаки Галагер тројанси (1937–38)
- Минеаполис лејкерси (1947–48)*
- Ошкош ол-старси (1937–49)
- Пистбург пајретси (1937–39)
- Питсбург рејдерси (1944–45)
- Ричмонд кинг клотијерси, касније Синсинати комелоси (1937–38)
- Рочестер ројалси (1945–48)*
- Шебојанг редскинси (1938–49)
- Сиракјуз нешналси (1946–48)*
- Толедо Џим Вајт шевролетси (1941–43)
- Толедо џипси (1946–48)
- Ворен пенси/Кливленд вајт хорсес (1937–39)
- Ватерлу Хокси (1948–49)
- Витинг Цезар ол-американси (1937–38)
- Јангстаун берси (1945–47)